# Oceania Athletics Association
De Oceania Athletics Association (OAA) is het bestuursorgaan voor de atletieksport in Oceanië. Het hoofdkantoor van de OAA is gevestigd in Varsity Lakes, in Gold Coast (Queensland, Australië). 

## Geschiedenis
De OAA werd opgericht op 21 augustus 1969. Dit gebeurde tijdens een congres in de hoofdstad van Papoea-Nieuw-Guinea, Port Moresby, terwijl de derde editie van de South Pacific Games (tegenwoordig Pacific Games) bezig was. De huidige voorzitter van de OAA is Geoff Gardner. 